# Pat Elynuik
Patrick Gerald Elynuik (né le 30 octobre 1968 à Foam Lake, dans la province de la Saskatchewan au Canada) est un joueur professionnel canadien de hockey sur glace. Il évolue au poste d'ailier.

## Biographie

### Carrière en club
Il commence sa carrière en 1982 avec les Raiders de Prince Albert de la Ligue de hockey de l'Ouest. L'équipe remporte la Coupe Ed Chynoweth 1985 puis la Coupe Memorial 1985. Il est choisi au cours du repêchage d'entrée dans la LNH 1986 par les Jets de Winnipeg au premier tour, en huitième position. Il passe professionnel en 1987 avec les Hawks de Moncton dans la Ligue américaine de hockey. Il fait ses premières apparitions avec les Jets dans la LNH. Il a ensuite porté les couleurs des Capitals de Washington, du Lightning de Tampa Bay et des Sénateurs d'Ottawa. Il met un terme à sa carrière en 1997 après deux saisons dans la Ligue internationale de hockey.

### Carrière internationale
Il représente l'équipe du Canada en sélections jeunes.

## Trophées et honneurs personnels

### Ligue de hockey de l'Ouest
- 1986 : nommé dans la première équipe d'étoiles de l'association de l'Est.
- 1987 : nommé dans la première équipe d'étoiles de l'association de l'Est.

## Statistiques
| Saison     | Équipe                   | Ligue      |     | Saison régulière | Saison régulière | Saison régulière | Saison régulière | Saison régulière |   | Séries éliminatoires | Séries éliminatoires | Séries éliminatoires | Séries éliminatoires | Séries éliminatoires |
| Saison     | Équipe                   | Ligue      | PJ  | B                | A                | Pts              | Pun              | PJ               | B | A                    | Pts                  | Pun                  |                      |                      |
| 1982-1983  | Raiders de Prince Albert | LHOu       | 3   | 0                | 1                | 1                | 0                | -                | - | -                    | -                    | -                    |                      |                      |
| 1983-1984  | Raiders de Prince Albert | LHOu       | 2   | 1                | 0                | 1                | 0                | -                | - | -                    | -                    | -                    |                      |                      |
| 1984-1985  | Raiders de Prince Albert | LHOu       | 70  | 23               | 20               | 43               | 54               | 13               | 9 | 3                    | 12                   | 7                    |                      |                      |
| 1985-1986  | Raiders de Prince Albert | LHOu       | 68  | 53               | 53               | 106              | 62               | 20               | 7 | 9                    | 16                   | 17                   |                      |                      |
| 1986-1987  | Raiders de Prince Albert | LHOu       | 64  | 51               | 62               | 113              | 40               | 8                | 5 | 5                    | 10                   | 12                   |                      |                      |
| 1987-1988  | Hawks de Moncton         | LAH        | 30  | 11               | 18               | 29               | 35               | -                | - | -                    | -                    | -                    |                      |                      |
| 1987-1988  | Jets de Winnipeg         | LNH        | 13  | 1                | 3                | 4                | 12               | -                | - | -                    | -                    | -                    |                      |                      |
| 1988-1989  | Hawks de Moncton         | LAH        | 7   | 8                | 2                | 10               | 2                | -                | - | -                    | -                    | -                    |                      |                      |
| 1988-1989  | Jets de Winnipeg         | LNH        | 56  | 26               | 25               | 51               | 29               | -                | - | -                    | -                    | -                    |                      |                      |
| 1989-1990  | Jets de Winnipeg         | LNH        | 80  | 32               | 42               | 74               | 83               | 7                | 2 | 4                    | 6                    | 2                    |                      |                      |
| 1990-1991  | Jets de Winnipeg         | LNH        | 80  | 31               | 34               | 65               | 73               | -                | - | -                    | -                    | -                    |                      |                      |
| 1991-1992  | Jets de Winnipeg         | LNH        | 60  | 25               | 25               | 50               | 65               | 7                | 7 | 2                    | 2                    | 4                    |                      |                      |
| 1992-1993  | Capitals de Washington   | LNH        | 80  | 22               | 35               | 57               | 66               | 6                | 2 | 3                    | 5                    | 19                   |                      |                      |
| 1993-1994  | Capitals de Washington   | LNH        | 4   | 1                | 1                | 2                | 0                | -                | - | -                    | -                    | -                    |                      |                      |
| 1993-1994  | Lightning de Tampa Bay   | LNH        | 63  | 12               | 14               | 26               | 64               | -                | - | -                    | -                    | -                    |                      |                      |
| 1994-1995  | Sénateurs d'Ottawa       | LNH        | 41  | 3                | 7                | 10               | 51               | -                | - | -                    | -                    | -                    |                      |                      |
| 1995-1996  | Sénateurs d'Ottawa       | LNH        | 29  | 1                | 2                | 3                | 16               | -                | - | -                    | -                    | -                    |                      |                      |
| 1995-1996  | Komets de Fort Wayne     | LIH        | 42  | 22               | 28               | 50               | 43               | -                | - | -                    | -                    | -                    |                      |                      |
| 1996-1997  | K-Wings du Michigan      | LIH        | 81  | 24               | 34               | 58               | 62               | 4                | 1 | 0                    | 1                    | 0                    |                      |                      |
| Totaux LNH | Totaux LNH               | Totaux LNH | 506 | 154              | 188              | 342              | 459              | 20               | 6 | 9                    | 15                   | 25                   |                      |                      |